# Úbislavice
Úbislavice – gmina w Czechach, w powiecie Jiczyn, w kraju hradeckim. Według danych z dnia 1 stycznia 2014 liczyła 395 mieszkańców.